# El Boixet (Llobera)
El Boixet és una masia situada al municipi de Llobera, a la comarca catalana del Solsonès.